# Ellika Lindén
Ellika Elisabet Lindén, född 14 juli 1943 i Borgholm, är en svensk skådespelare och regissör som varit verksam vid bland annat Unga Teatern och Marionetteatern. Hon har medverkat i flera av Staffan Westerbergs produktioner under 1970-talet, bland andra Utebänkens sagor och Herr Ingentings funderingar, ofta som dockspelare. Hon agerade även röstskådespelare i julkalendern Mumindalen.

## Teater

### Regi (ej komplett)
| År   | Produktion   | Upphovsmän    | Teater                   |
| ---- | ------------ | ------------- | ------------------------ |
| 1984 | Hoppande mus | Ellika Lindén | Helsingborgs stadsteater |